# Гай Меценат Мелис
Гай Меценат Мелис (на латински: Gaius Maecenas Melissus) е древноримски граматик, библиотекар и поет по времето на император Октавиан Август. Мелис заедно с Вергилий, Варий Руф, Хораций, Проперций, Емилий Мацер, Домиций Марс и други, са сред поетите които са покровителствани и подкрепяни от Гай Цилний Меценат.

## Биография
Мелис е роден в Сполетиум. Той е свободнороден, но родителите му се отричат от него. Благодарение на човекът, който го е отгледал Мелис получава отлично образование.
По-късно е представен като граматик на Гай Меценат. Патронът на поетите го цени и се отнася с него приятелски. Въпреки че родната му майка се появява по-късно и разкрива истинският му произход и че Мелис е роден свободен, поетът решава да остане роб на Меценат, тъй като предпочита сегашната си съдба пред тази на действителния си произход. Скоро след това поетът е освободен и добавя името Меценат към името си Гай Мелис.
Мелис печели благоволението на Август и е назначен от императора да въведе в ред библиотеката в Портикът на Октавия.
Когато е на шестдесет години Мелис започва да пише книги наречени „Дреболий“ или „Шеги“, като завършва повече от 150 тома на различна тематика. Мелис създава нов вид комедия наречена fabula trabeata. Този жанр не се оказва особено популярен и освен в творбите на Мелис не се развива от други автори.
Творбите на Мелис не са оцелели до наши дни. Около 1880 г. в Сполето е открита опера, която носи името му – "Teatro Caio Melisso".

## Забелеки
1. ↑  Fabulae togatae представят сцени от римския начин на живот, за разлика от fabulae palliatae или комедии, адаптирани от гръцки.

### Цитирана литература

#### Класически автори
- Светоний. „Животът на граматиците и историците“ //   Loeb Classical Library, 1914. (на английски)

#### Модерни автори
- Smith, William. A New Classical Dictionary of Greek and Roman Biography, Mythology, and Geography.   Harper & Brothers, 1854. (на английски)
- Mountford, Peter. Maecenas.   Routledge, 2019. ISBN 978-0-429-02844-1. (на английски)
- Mantinband, James H. Dictionary Of Latin Literature.   Rowman & Littlefield, 1956. ISBN 1442234032. (на английски)
- Lynn, Zietz, Karyl Charna, Karyl Lynn. Italian Opera Houses and Festivals.   Scarecrow Press, 2005. ISBN 0810853590. (на английски)